# Boris Kornilov
Pour les articles homonymes, voir Kornilov.
Boris Petrovitch Kornilov (en russe : Борис Петрович Корнилов), né le 29 juillet 1907 à Pokrovskoïe (ru) et fusillé le 20 février 1938  à Léningrad, est un poète russe et soviétique.
Il est connu pour avoir écrit les paroles de la Chanson de Contre-plan (russe : Песня о встречном), mise en musique par Dmitri Chostakovitch, diffusée au début de l'émission de radio du matin dans toute l'Union soviétique, même des années après la mort de son auteur  pendant la Grande Purge.

## Biographie
Fils d'instituteur né à Pokrovskoïe dans le gouvernement de Nijni Novgorod, Boris Kornilov déménage avec sa famille à Semionov en 1922, où il rejoint les rangs des pionniers, puis ceux du Komsomol. Ses premiers vers sont publiés en 1923 dans divers périodiques. Il part pour Léningrad à la fin de 1925, espérant faire connaissance de Sergueï Essénine, mais n'aura pas l'occasion de rencontrer le célèbre poète avant que ce dernier ne se suicide en décembre de la même année. Toutefois,  le groupe littéraire Smena [Changement] dirigé alors par Vissarion Saïanov (ru) lui fait bon accueil. Le groupe est fréquenté entre autres par Nikolaï Tikhonov et Mikhaïl Svetlov. Kornilov y rencontre la poétesse et scénariste Olga Bergholtz.
Kornilov et Bergholtz se marient en 1926, et ont une fille, Irina. Le couple divorce en 1930,.
Son premier recueil de poésies Jeunesse parait en 1928.
En 1932, il écrit les paroles pour la chanson de Contre-plan, un long métrage de Friedrich Ermler et Sergueï Ioutkevitch montrant les exploits des travailleurs de Léningrad qui relèvent le défi d'un contre-plan, visant à dépasser les objectifs de planification économique gouvernementale.
Il est arrêté le 19 mars 1937 et condamné à mort le 20 février 1938 et fusillé à Léningrad le jour même. Il est enterré au Cimetière mémorial de Levachovo. Kornilov sera réhabilité le 5 janvier 1957.

## Postérité
Une statue est érigée et un musée lui est consacré dans la ville de Semionov, près de sa localité natale.